# Divandu albimarginatus
Genre
Espèce
Statut de conservation UICN

 LC  : Préoccupation mineure
Divandu albimarginatus est une espèce de poissons de la famille des Cichlidae originaire de la République du Congo et du Gabon. C'est la seule espèce de son genre Divandu (monotypique).

## Source
Lamboj & Snoeks : Divandu albimarginatus, a new genus and species of cichlid (Teleostei: Cichlidae) from Congo and Gabon, Central Africa. Ichthyological Exploration of Freshwaters, 11-4 pp 355-360.